# Laurence Arné
Laurence Arné (Angoulême, 4 febbraio 1982) è un'attrice, regista e umorista francese.

## Biografia

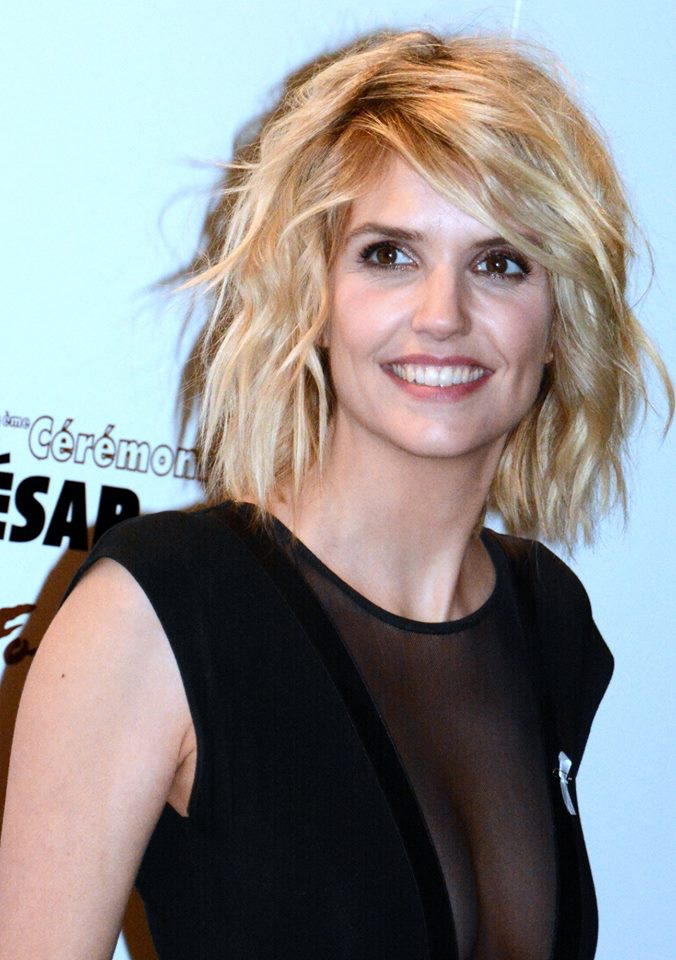
Laurence Arné ai Premi César 2018

Nata a Angoulême nel 1982, debutta a teatro nel 2011. Dal 2012 al 2016 è stata una delle protagoniste della serie televisiva WorkinGirls, dove ha interpretato Déborah, una ninfomane direttrice delle risorse umane. Nel 2018 è la protagonista del film-commedia Ti ripresento i tuoi, che ottiene un buon successo al botteghino. Nel 2021 ha interpretato il ruolo di Claire nel film 8 Rue de l'Humanité, dove ha recitato a fianco di suo marito, l'attore e regista vincitore di tre Premi César Dany Boon.

## Filmografia

### Cinema
- L'amore, per caso (L'amour, c'est mieux à deux), regia di Dominique Farrugia e Arnaud Lemort (2010)
- Moi, Michel G., milliardaire, maître du monde, regia di Stéphane Kazandjian (2011)
- Un jour mon père viendra, regia di Martin Valente (2012)
- Dépression et des potes, regia di Arnaud Lemort (2012)
- Bowling, regia di Marie-Castille Mention-Schaar (2012)
- F.B.I. - Due agenti impossibili (Mais qui a retué Pamela Rose?), regia di Olivier Baroux e Kad Merad (2012)
- À coup sûr, regia di Delphine de Vigan (2014)
- Nos futurs, regia di Rémi Bezançon (2015)
- Un tirchio quasi perfetto (Radin!), regia di Fred Cavayé (2016)
- Daddy Cool, regia di Maxime Govare (2017)
- Ti ripresento i tuoi (La ch'tite famille), regia di Dany Boon (2018)
- 8 Rue de l'Humanité, regia di Dany Boon (2021)

### Televisione
- Open Bed, regia di Richard Valverde – film TV (2008)
- Au bas de l'échelle, regia di Arnauld Mercadier – film TV (2010)
- Le Client, regia di Arnauld Mercadier – film TV (2011)
- Enfin te voilà! – serie TV, episodio 1x09 (2014)
- Workingirls – serie TV, 49 episodi (2012-2016)
- Un marito sospetto (La Part du soupçon), regia di Christophe Lamotte – film TV (2019)
- Replay – serie TV, episodi 1x01-1x02 (2021)
- Une affaire française – serie TV, 6 episodi (2021)